# Кур (река, впадает в Бехтеган)
Кур (перс. رود کر‎), в нижнем течении Бе́нде-Эми́р (Рудбе́нде-Эми́р) — крупнейшая река в остане (провинции) Фарс на юго-западе Ирана, впадает с запада в бессточное солёное озеро Бехтеган (Нейриз). Также питает озеро Тешк. Является одним из основных источников сельскохозяйственного, промышленного и питьевого водоснабжения в шахрестанах Шираз и Мервдешт. Длина реки 280 км.
Берёт исток на хребте Сейид-Мохаммед-Кух. В 2007 году в присутствии президента Махмуда Ахмадинежада введена в действие ГЭС Мулла-Садра у города Седех в шахрестане Эклид, названная в честь философа Муллы Садры. Плотина построена у ущелья Тенге-Барак, где Кур сливается с Руде-Сефид. Высота плотины — 72 метра, длина — 600 метров. Ёмкость водохранилища составляет 440 млн м³. Истоки притока Руде-Сефид находятся в горном районе, к северо-западу от Хосровширина в шахрестане Абаде, в самой северной части Фарса. После плотины Мулла-Садра принимает правый приток Руде-Шур, исток которого находится на хребте Динар. Протекает далее с северо-запада на юго-восток. В сентябре 1965 года началось строительство плотины Дорудзен. После плотины Дорудзен река орошает районы Рамджерда, течёт по территории шахрестанов Мервдешт и Зеркан. У города Мервдешт принимает левый приток Польвар (Рудханейе-Сивенд). Далее река называется Бенде-Эмир (Рудбенде-Эмир). На территории шахрестана Хераме впадает в озеро Бехтеган (Нейриз) на высоте 1531 м над уровнем моря.
В античности называлась Ара́кс (др.-греч. Ἀράξης, лат. Araxes).
В древности воды реки Кур широко использовались для орошения значительной части территории северного Фарса. Помимо мелких ирригационных сооружений, на реке были возведены две большие плотины. Одна из них — в Рамджерде (выше Пулье-Хан) была построена, как полагают, ещё при Ахеменидах и затем неоднократно восстанавливалась. Сейчас эта плотина разрушена и земли, ранее ею орошаемые, находятся в запустении. Приблизительно в 12 км ниже Пулье-Хан, у села Банде-Эмир находится возведённая ещё в X веке по приказу буидского эмира Азуд ад-Доуле другая большая плотина — знаменитая «Азудова плотина» (Банде-Эмир) из каменных плит с креплениями из свинца. Вода высоко поднялась, и образовалось искусственное озеро. По берегам его поставили 10 больших водоподъёмных колёс, около каждого колеса устроили водяную мельницу, а от водохранилища отвели каналы. Раньше благодаря этой плотине орошалась значительная часть долины Мервдешт. Плотина Банде-Эмир несколько раз разрушалась и восстанавливалась. В частично восстановленном виде она сохранилась и используется для орошения до сих пор. Полагают, что в древности использовалась для орошения полностью вся вода реки Кур. В настоящее время значительная часть её вод стекает в озеро Бехтеган (Нейриз).